# Apostolska signatura
Apostolska signatura ali Vrhovno sodišče Apostolske signature (latinsko Supremum Tribunal Signaturae Apostolicae) je najvišja sodna oblast v Rimskokatoliški cerkvi (z izjemo papeža, ki je v funkciji vrhovnega cerkvenega sodnika poslednji pritožbeni organ v zvezi s katerokoli cerkveno razsodbo).
Prefekt Vrhovnega sodišča Apostolske signature je (od 8. novembra 2014) kardinal Dominique Mamberti, ki je zamenjal upokojenega kardinala Raymonda Lea Burke. Generalni tajnik sodišča je škof Andrea Ripa.
Vrhovno sodišče Apostolske signature ima sedež v renesančni palači della Cancelleria v Rimu, v kateri sta tudi sedeža Apostolske penitenciarije in Rimske rote. Apostolska signatura je administrativno sodišče za presojo pravilnosti cerkvenih pravnih postopkov, obenem pa ima tudi pristojnosti za imenovanja cerkvenih sodnikov na lokalnih cerkvenih sodiščih in ima lastna pravila (kan. 1402). 

## Pravne podlage
Sestavo, delovanje in pristojnosti cerkvenih sodišč na različnih stopnjah določajo in predpisujejo: Zakonik cerkvenega prava v sedmi knjigi z naslovom Postopki (kanoni 1400–1752), dokument Dignitas connubii (Dostojanstvo zakona), za rimska sodišča pa tudi apostolska konstitucija papeža Janeza Pavla II. Pastor Bonus (1988) in drugi predpisi.

## Pristojnosti
To apostolsko sodišče rešuje ničnostne pritožbe in prošnje za vrnitev v prejšnje stanje in tudi druge pritožbe na sodbe, ki jih je izdala Rimska rota. Prav tako je sodišče prve in druge stopnje za primere razsodb Rimske rote in za upravne spore glede posameznih upravnih aktov, ki jih izdaja Rimska kurija. V tem primeru je signatura bolj upravni organ. Apostolska signatura je neke vrste ministrstvo za pravosodje in sodni svet z namenom, da skrbi za pravilno izvajanje sodstva, kaznuje odvetnike, podaljšuje pristojnosti sodišč in tudi potrjuje ustanavljanje novih sodišč, ob spoštovanju oblasti, ki jo imajo škofje po škofijah kot moderatorji svojih sodišč. Člani tega sodišča 
so bili najprej le kardinali, od leta 1991 pa tudi škofje, z novim zakonom Lex propria, ki ga je leta 2008 razglasil papež Benedikt XVI., pa so člani tudi duhovniki in diakoni. Poleg tega, da ima Apostolska signatura posebno pristojnost za razglasitev ničnosti zakona po upravni poti, je njena naloga zagotavljati pravilnost izvajanja kanonskega prava po vseh cerkvenih sodiščih. To uresničuje z obravnavo letnih poročil, ki jih morajo posredovati vsa sodišča. Kadar se zdi potrebno, signatura odpravlja napake in spodbuja k pravilnemu izvajanju zakona in kanonske sodne prakse.

## Zgodovina
V trinajstem stoletju so papeži uporabljali »referendarii« za preiskavo in pripravo podpisovanja – od tod tudi ime signatura – peticij in drugih primerov, predloženih Svetemu sedežu. Papež Evgen IV. je tem referentarjem zaupal pooblastilo za podpisovanje nekaterih peticij in s tem ustanovil stalno pisarno v ta namen. Pod papeži Aleksandrom VI., Sikstom IV. in Julijem II. je bil ta urad razdeljen na dvoje, Signatura gratiae za obravnavanje prošenj za usluge in Signatura iustitiae za sporne primere. Častna služba referenta se je pogosto podeljevala le kot častni naziv, vendar je papež Sikst V. omejil njihovo število, papež Aleksander VII. pa je omejeno število referendarjev z glasovalno pravico združil v kolegij, ki so mu pomagali preprosti referendarji, ki so imeli samo svetovalno mesto. Signatura gratiae je postopoma izgubila svoje funkcije v korist drugih organov in rast dela rimske Rote, ustanovitev kardinalskih kongregacij pa je povzročila, da je Signatura iustitiae postala predvsem vrhovno sodišče papeške države.
Dne 29. junija 1908 je papež Pij X. ponovno ustanovil enotno apostolsko signaturo, sestavljeno iz šestih kardinalov, od katerih je eden deloval kot njen prefekt. Dne 28. junija 1915 je papež Benedikt XV. ponovno ustanovil kolegij glasovalnih referendarijev in preprostih referendarijev s posvetovalnimi funkcijami, Zakonik cerkvenega prava iz leta 1917 pa je odpravil omejitev števila kardinalov, članov tega vrhovnega sodišča.
Sedanja pristojnost apostolske signature je tista, ki je določena v apostolski konstituciji Pastor Bonus z dne 28. junija 1988.
Papež Frančišek je 16. marca 2020 izdal novo civilno zakonodajo Vatikana, po kateri je apostolska signatura sama končno kasacijsko sodišče za državo Vatikan in zagotavlja večjo neodvisnost sodnih organov in sodnikov, odvisnih od papeža. Določa tudi zahteve za imenovanje sodnikov in poenostavlja pravosodni sistem ter povečuje osebje sodišča. Pred tem je kardinal prefekt Apostolske signature po službeni dolžnosti služil kot predsednik vrhovnega sodišča Vatikana (Corte di Cassazione). Druga dva člana vrhovnega sodišča sta tudi kardinala apostolske signature in ju vsako leto izbere kardinal prefekt.